# Paral·lel 63° sud
El paral·lel 63° sud és una línia de latitud que es troba a 63 graus sud de la línia equatorial terrestre. El paral·lel no travessa cap terra i només hi ha l'oceà Antàrtic.
En aquesta latitud el sol és visible durant 20 hores, 19 minuts durant el solstici d'hivern i 4 hores, 42 minuts durant el solstici d'estiu.

## Geografia
En el sistema geodèsic WGS84, al nivell de 63° de latitud sud, un grau de longitud equival a 50,673 km; la longitud total del paral·lel és de 18.242 km, que és aproximadament 45,0% de la de l'equador, del que es troba a 6.988 km i a 3.014 km del pol Sud

## Arreu del món
A partir del Meridià de Greenwich i cap a l'est, el paral·lel 63° sud passa per: 
| Coordenades                             | País. Territori o mar | Notes                                                                                               |
| --------------------------------------- | --------------------- | --------------------------------------------------------------------------------------------------- |
| 63° 0′ S, 0° 0′ E / 63.000°S,0.000°E    | Oceà Antàrtic         | Al sud de l'oceà Atlàntic Al sud de l'oceà Índic Al sud de l'oceà Pacífic Al sud de l'oceà Atlàntic |
| 63° 0′ S, 62° 37′ O / 63.000°S,62.617°O | Antàrtida             | Illa Smith, reclamat per Argentina, Xile i Regne Unit                                               |
| 63° 0′ S, 62° 28′ O / 63.000°S,62.467°O | Oceà Antàrtic         | Al sud de l'oceà Atlàntic                                                                           |
| 63° 0′ S, 60° 42′ O / 63.000°S,60.700°O | Antàrtida             | Illa Decepció, reclamat per Argentina, Xile i Regne Unit                                            |
| 63° 0′ S, 60° 33′ O / 63.000°S,60.550°O | Oceà Antàrtic         | Al sud de l'oceà Atlàntic                                                                           |
| 63° 0′ S, 56° 30′ O / 63.000°S,56.500°O | Antàrtida             | Illa d'Urville, reclamat per Argentina, Xile i Regne Unit                                           |
| 63° 0′ S, 56° 8′ O / 63.000°S,56.133°O  | Oceà Antàrtic         | Al sud de l'oceà Atlàntic                                                                           |